# Pieridae

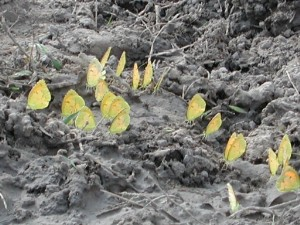
Eurema nicippe

Pieridae este o familie mare de fluturi ce conține aproximativ 76 de genuri și 1110 de specii, în majoritate din zona tropicală a Africii și a Asiei.
Majoritatea speciilor de pieride sunt albe, galbene sau portocalii, de obicei cu puncte negre. 